# В метро без штанов

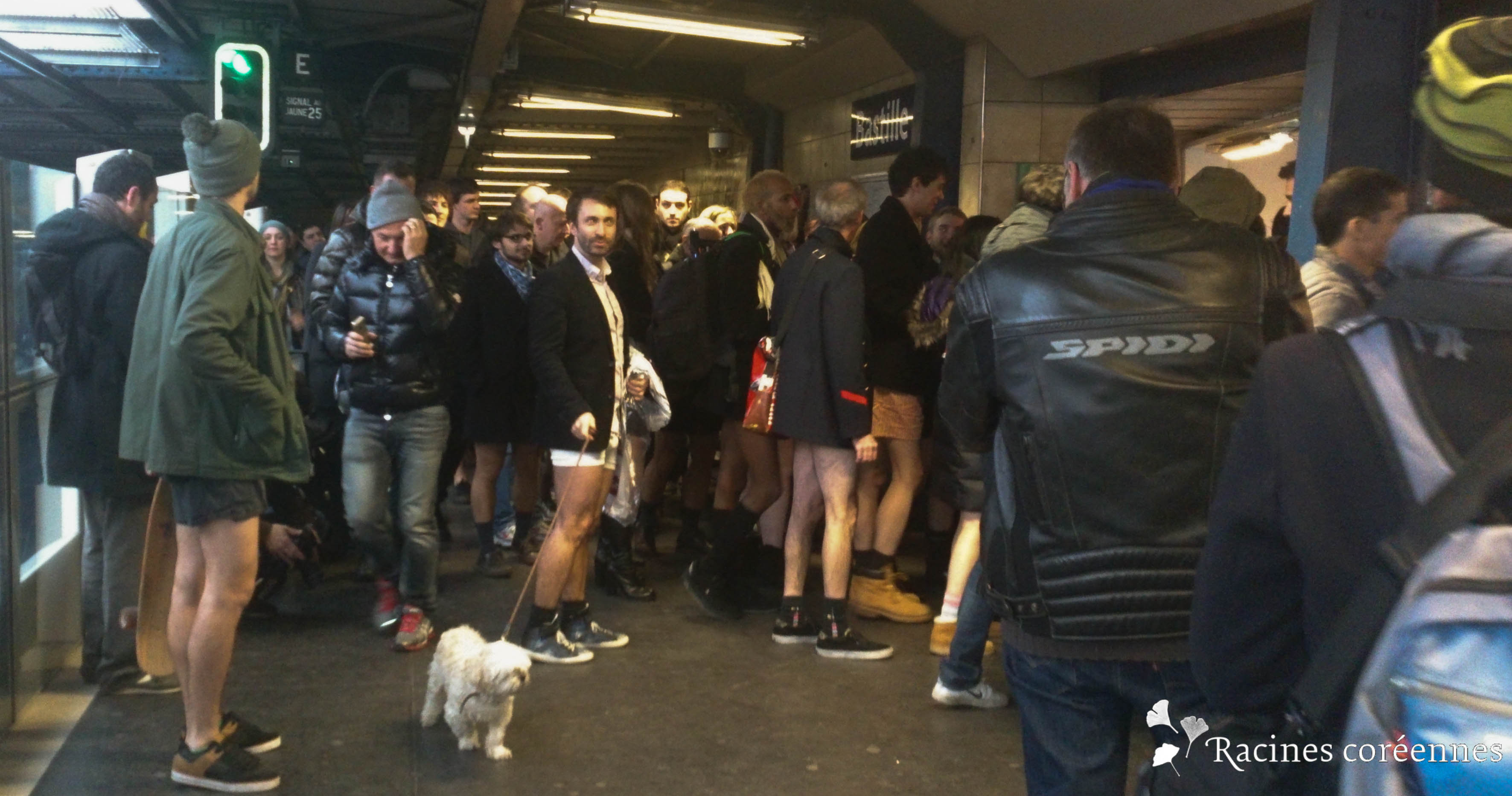
Поездка на метро без штанов, Париж, 2014

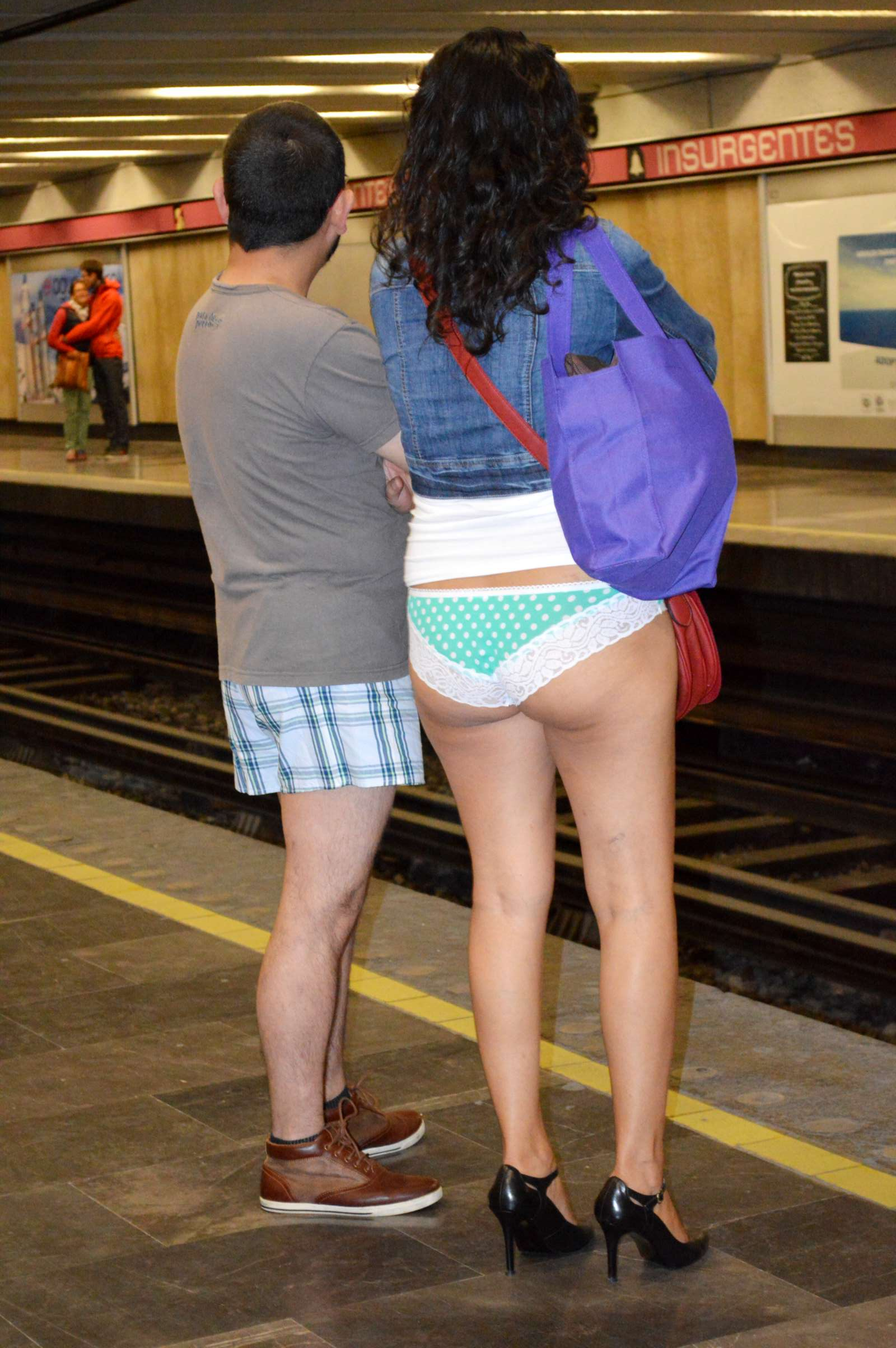
Коллеги по офису ждут поезд метро в Мехико, 2015.

«В метро без штанов» — ежегодное мероприятие, проходящее в январе (точная дата объявляется за месяц до этого) в форме флешмоба, во время которого люди ездят на метро, не надевая штаны и юбки, и при этом стараются вести себя естественно. Мероприятие организует арт-группа Improv Everywhere, базирующаяся в Нью-Йорке, которая имеет координаторов в различных городах мира. В 2016 году мероприятие прошло также в Москве.

## История
Первая поездка «В метро без штанов» состоялась в 2002 году, когда в метро Нью-Йорка без штанов проехали семь человек. В 2006 году их было уже 150, при этом полиция задержала восемь участников за хулиганство, но затем обвинение с них было снято. В 2013 году акция проходила уже в 60 городах по всему миру, а число участников насчитывало десятки тысяч. 
В России
В 2016 году мероприятие проходило 10 января и состоялось также в Москве. Компания юношей и девушек спустилась на станцию метро «Тверская» и в нижнем белье проехала несколько станций по Замоскворецкой линии, после чего в социальных сетях опубликовала фотоотчет об акции. Сообщается, что полиция Москвы начала проверку, с целью установления личности участников и наличия в их действиях состава преступления или административного правонарушения.
В свою очередь, партия «Коммунисты России» заявила, что участники «тщательно подготовленной акции в рамках инспирированного западом движения диссидентов» нарушили своими действиями закон и общепринятые моральные нормы, оскорбив своим поведением «весь народ, честных тружеников, ветеранов войны и труда, бросив вызов общественной морали и традиционным ценностям (...) Мы не позволим искусственно плодить у нас новых стиляг, панков и рокеров», — указывает партия в своем заявлении.